# Sfax Ouest
Pour les articles homonymes, voir Sfax (homonymie).
Sfax Ouest est une délégation tunisienne dépendant du gouvernorat de Sfax.
Créée en 1989, elle se divise en sept imadas : El Alia, El Hadi, Hay El Bahri, Hay El Hbib, Merkez Chaker, Oued Ermal et Sokra.
En 2004, elle compte 104 998 habitants dont 54 907 hommes et 50 091 femmes répartis dans 26 653 ménages et 30 495 logements.